# Expedición 70
La Expedición 70 fue la 70.ª misión de larga duración a la Estación Espacial Internacional. La misión comenzó oficialmente el 27 de septiembre de 2023, con la partida de la Soyuz MS-23 formada por 7 miembros  permanentes de las tripulaciones de la SpaceX Crew-7 y la Soyuz MS-24. y terminó el 6 de abril de 2024 con la marcha de la Soyuz MS-24 dando por finalizada tanto la expedición como la visita Ep-21 a la ISS de la primera ciudadana de bielorusia que llegó en la Soyuz MS-25 el 23 de marzo de 2024.

## Misión
El astronauta europeo Andreas Mogensen participa en su segunda misión europea Huginn. 
El otro miembro europeo que llegó en la misión Axiom Mission 3 el 20 de enero es un miembro de la cuarta promoción de reserva de la ESA del EAC, Marcus Wandt en colaboración con La Agencia Espacial Nacional Sueca (SNSA). Esta segunda misión europea recibió el nombre de Muninn, ya que las dos misiones que se realizaran a la vez en el espacio en 2024 por un astronauta danés y otro sueco, reciben sus nombres de los 2 cuervos de Odín, de la mitología escandinava.
Además Mogensen fue el comandante de la Expedición 70 hasta su marcha en marzo de 2024.

### Fuga Refrigerante Radiador MOD. Nauka
El día 9 de octubre de 2023 un radiador de respaldo en el Módulo laboratorio multipropósito Nauka (MLM) del segmento ROS de la ISS, sufrió una fuga de refrigerante del circuito externo. El radiador averiado, fue entregado a la estación espacial en el módulo Rassvet durante la misión del transbordador espacial STS-132 en 2010. Fue transferido al Mod. Nauka durante la salida espacial N.º 56 del segmento ROS en abril de 2023 en la Expedición 69.
El radiador principal de Nauka continuó funcionando normalmente, proporcionando enfriamiento completo al módulo sin impacto para la tripulación ni para las operaciones de la estación espacial, aunque por seguridad se aplazaron las dos salidas espaciales del segmento de EEUU de la ISS, inicialmente previstas para los días 12 y 20 de octubre y se suspendieron hasta que se complete la revisión de los datos y videos asociados con la fuga de refrigerante.

## Tripulación

### Tripulación de la Expedición
El 27 de agosto, hacia el final de la expedición Expedición 69 llegó la SpaceX Crew-7, con su tripulación, que formó parte del último mes de la expedición, con la tripulación de relevo de la misión SpaceX Crew-6, que regresó a tierra el 4 de septiembre, después de casi 186 días en el espacio.
El 15 de septiembre llegó la Soyuz MS-24, con la que hubiera sido la tripulación original de la Soyuz MS-23, y parte de la expedición anterior, los cosmonautas, Nikolai Chub y Oleg Kononenko, que fue el comandante de la expedición desde marzo de 2024 y de la siguiente Expedición 71, junto a la astronauta de la NASA Loral O'Hara, quien se intercambió con el cosmonauta Andrey Fedyaev que viajó en la SpaceX Crew-6 como parte del intercambio de tripulaciones de NASA y Roscosmos. Realizaron el relevo con la tripulación de la Soyuz MS-23 que regreso a la tierra el día 27 de septiembre, y finalmente formaron la tripulación permanente de la Expedición 70 junto con los miembros de la SpaceX Crew-7, la astronauta de la NASA, Jasmin Moghbeli, el astronauta de la ESA, Andreas Mogensen, de Dinamarca, que fue el comandante de la expedición hasta su marcha en marzo de 2024, el astronauta de JAXA, Satoshi Furukawa y el cosmonauta Konstantin Borisov, que fue asignado con motivo del intercambio de tripulación entre la NASA y Roscosmos en junio de 2023.

### Tripulación visitanteAX-3
Es la tercera misión turística realizada en una nave Crew Dragon por la empresa Axiom Space, a la 
ISS prevista para su lanzamiento el día 10 de enero de 2024 y que finalmente se realizó el 18 de enero de 2024. Se espera  que la misión estará unos 14 días acoplada a la ISS. Será el cuarto vuelo dedicado enteramente al turismo espacial después de la Soyuz MS-20 en diciembre de 2021 y de las misión AX-1 en abril de 2022 y AX-2 en mayo del 2023. Este será el tercero de un contrato de 4 vuelos que la compañía estadounidense Axiom Space consiguió en 2021, en los que un astronauta profesional de la empresa volará con tres clientes a la ISS a bordo de las naves Dragon 2 ó CST-100 Starliner. 
En esta misión viajó el astronauta Miguel López-Alegría, ex-astronauta de la NASA, como astronauta profesional de Axiom y comandante de la misión, un piloto de la Fuerza Aérea Italiana, Walter Villadei que ha entrenado con Axiom Space y en agosto de 2023, ya volo en un vuelo suborbital de Virgin Galactic, el Unity 23. El vuelo además incluye al primer astronauta de Turquía, Alper Gezeravci, de la Agencia Espacial Turca , y su reserva Tuva Cihangir Atasever que fueron anunciados en mayo de 2023. El cuarto miembre de la tripulación será Marcus Wandt, que ha sido elegido en colaboración de la ESA con La Agencia Espacial Nacional Sueca (SNSA) para realizar esta misión. La misión regreso después de 22 días en el espacio, el 9 de febrero de 2024, debido a retrasos en su vuelta por mala climatología en la zona de amerizaje.
| Misión | Astronautas | Acople(UTC)         | Desacople (UTC)      | Duración                     |
| ------ | --- | ------------------- | -------------------- | ---------------------------- |
| AX-3   | / Miguel López-Alegría, Comandante de Axiom Space Walter Villadei, piloto Alper Gezeravci, especialista de misón 1 Marcus Wandt, Especialista de misión 2 | 20 de enero de 2024 | 7 de febrero de 2024 | 18 días, 3 horas, 37 minutos |
| AX-3   | Como reserva están la astronauta Peggy Whitson y por parte de Turquía al astronauta Tuva Cihangir Atasever.                                               |                     |                      |                              |

### Resumen de tripulación y visitantes
| Puesto                | 27SEP23 al 20ENE24            | 20ENE24 al 7FEB24                         | 7FEB24 al 5MAR24              | 5MAR24 al 12MAR24              | 12MAR24 al 25MAR24             | 25MAR24 al 6ABR24(Fin Expedición)             |
| --------------------- | ----------------------------- | ----------------------------------------- | ----------------------------- | ------------------------------ | ------------------------------ | --------------------------------------------- |
| Comandante            | Andreas Mogensen, ESA         | Andreas Mogensen, ESA                     | Andreas Mogensen, ESA         | Andreas Mogensen, ESA          | Oleg Kononenko, Roscosmos      | Oleg Kononenko, Roscosmos                     |
| Ingeniero de vuelo 1  | Jasmin Moghbeli, NASA         | Jasmin Moghbeli, NASA                     | Jasmin Moghbeli, NASA         | Jasmin Moghbeli, NASA          | Nikolai Chub, Roscosmos        | Nikolai Chub, Roscosmos                       |
| Ingeniero de vuelo 2  | Satoshi Furukawa, JAXA        | Satoshi Furukawa, JAXA                    | Satoshi Furukawa, JAXA        | Satoshi Furukawa, JAXA         | Loral O'Hara, NASA             | Loral O'Hara, NASA                            |
| Ingeniero de vuelo 3  | Konstantin Borisov, Roscosmos | Konstantin Borisov, Roscosmos             | Konstantin Borisov, Roscosmos | Konstantin Borisov, Roscosmos  | Michael R. Barratt, NASA       | Michael R. Barratt, NASA                      |
| Ingeniero de vuelo 4  | Oleg Kononenko, Roscosmos     | Oleg Kononenko, Roscosmos                 | Oleg Kononenko, Roscosmos     | Oleg Kononenko, Roscosmos      | Matthew Dominick, NASA         | Matthew Dominick, NASA                        |
| Ingeniero de vuelo 5  | Nikolai Chub, Roscosmos       | Nikolai Chub, Roscosmos                   | Nikolai Chub, Roscosmos       | Nikolai Chub, Roscosmos        | Jeanette J. Epps, NASA         | Jeanette J. Epps, NASA                        |
| Ingeniero de vuelo 6  | Loral O'Hara, NASA            | Loral O'Hara, NASA                        | Loral O'Hara, NASA            | Loral O'Hara, NASA             | Alexander Grebenkin, Roscosmos | Alexander Grebenkin, Roscosmos                |
| Ingeniero de vuelo 7  |                               | Michael López-Alegría, CTE de Axiom Space |                               | Michael R. Barratt, NASA       |                                | Oleg Novitskiy, Roscosmos Exp visitante EP-21 |
| Ingeniero de vuelo 8  |                               | Walter Villadei, turista de Axiom Space   |                               | Matthew Dominick, NASA         |                                | Marina Vasilévskaya, Exp visitante EP-21      |
| Ingeniero de vuelo 9  |                               | Alper Gezeravci, turista de Axiom Space   |                               | Jeanette J. Epps, NASA         |                                | Tracy Caldwell-Dyson, NASA                    |
| Ingeniero de vuelo 10 |                               | Marcus Wandt, ESA                         |                               | Alexander Grebenkin, Roscosmos |                                |                                               |

## Operaciones

### Acoplamiento/Desacoplamiento de naves
La Expedición 70 comenzó oficialmente el 27 de septiembre de 2023 con la partida de la Soyuz MS-23. Las naves acopladas antes de esta fecha llegaron en expediciones anteriores.
La expedición terminó el 6 de abril de 2024 con la marcha de la Soyuz MS-24.
Leyenda
     Naves no tripuladas
     Naves tripuladas
     Módulos
| País                      | Nave y misión                          | Nave y misión   | P. Acople                   | Llegada (UTC)                          | Marcha (planeada)                |
| ------------------------- | -------------------------------------- | --------------- | --------------------------- | -------------------------------------- | -------------------------------- |
| Bandera de Rusia          | Progress MS N.º 453                    | Progress MS-23  | MIM-2 Poisk zenit           | 24 de mayo de 2023                     | 29 de noviembre de 2023          |
| Bandera de Estados Unidos | Cygnus S.S. Laurel Clark               | Cygnus NG-19    | Unity nadir                 | 4 de agosto de 2023                    | 22 de diciembre de 2023          |
| Bandera de Rusia          | Progress MS N.º 454                    | Progress MS-24  | Zvezda Pto. trasero         | 25 de agosto de 2023                   | 13 de febrero de 2024            |
| Bandera de Estados Unidos | Crew Dragon C210.3 Endurance           | SpaceX Crew-7   | Harmony PMA-3 Zenit         | 27 de agosto de 2023, 13:16 UTC        | 11 de marzo de 2023, 15:20 UTC   |
| Bandera de Rusia          | Soyuz MS N.º 755                       | Soyuz MS-24     | Mod. Rassvet en Zarya nadir | 15 de septiembre de 2023, 18:53:32 UTC | 6 de abril de 2024, 03:54:58 UTC |
| Bandera de Estados Unidos | Cargo Dragon C211.2                    | SpX-29          | Harmony PMA-2 Frontal       | 10 de noviembre de 2023                | 21 de diciembre de 2023          |
| Bandera de Rusia          | Progress MS N.º 455                    | Progress MS-25  | MIM-2 Poisk zenit           | 1 de diciembre de 2023                 | Acoplada                         |
| Bandera de Estados Unidos | Crew Dragon C212.3 Freedom             | Axiom Mission 3 | Harmony PMA-2 Frontal       | 20 de enero de 2024, 10:42 UTC         | 7 de febrero de 2024, 14:19 UTC  |
| Bandera de Estados Unidos | Cygnus S.S. Patricia Hillard Robertson | Cygnus NG-20    | Unity nadir                 | 1 de febrero de 2024                   | acoplada                         |
| Bandera de Rusia          | Progress MS N.º 456                    | Progress MS-26  | Zvezda Pto. trasero         | 17 de febrero de 2024                  | Acoplada                         |
| Bandera de Estados Unidos | Crew Dragon C206.5 Endeavour           | SpaceX Crew-8   | Harmony PMA-2 Frontal       | 5 de marzo de 2024, 08:00 UTC          | Acoplada                         |
| Bandera de Estados Unidos | Cargo Dragon C209.4                    | SpX-30          | Harmony PMA-3 Zenit         | 23 de marzo de 2024                    | Acoplada                         |
| Bandera de Rusia          | Soyuz MS N.º 756                       | Soyuz MS-25     | Mod. Prichal en Nauka       | 25 de marzo de 2024, 15:02:51 UTC      | Acoplada                         |

### Actividad extravehicular
En un principio se planificaron varias EVA,s para la Expedición 70 en el año 2023 y 2024. Dos desde el segmento ROS, y otras dos en el Segmento Orbital Americano.
Después de la fuga de refrigerante del día 9 de octubre del radiador de respaldo del Mod. Nauka, la NASA decidió posponer sus dos salidas a los días 19 y 30 de octubre. Posteriormente la NASA, volvió a aplazar la salida extravehicular de los astronautas Andreas Mogensen y Loral O'Hara del día 16 de octubre, ya que sus tareas durante la caminata espacial no eran urgentes a finales del año 2023, siendo finalmente pospuesta indefinidamente. Si que se realizó la otra salida planificada por la NASA con las astronautas Loral O'Hara y Jasmin Moghbeli como protagonistas, el día 1 de noviembre de 2023 para realizar el cambio de unos rodillos de rotación de un panel solar.
Finalmente desde el segmento ROS, solo se realizó una de las dos salidas extravehiculares planificadas, realizada por los cosmonautas Oleg Kononenko y Nikolai Chub para diversas tareas de mantenimiento e instalar nuevo hardware y despliegue del nanosatélite Parus-MGTU. Adicionalmente también examinaron y fotografiaron la fuga del radiador del Mod. Nauka. La segunda salida planificada se realizó a principios de la siguiente Expedición 71.
| EVA...                             | Astron/Cosmonauta             | Inicio - UTC                      | Final - UTC                       | Duración                 | Observaciones |
| ---------------------------------- | ----------------------------- | --------------------------------- | --------------------------------- | ------------------------ | --- |
| ISS EVA-61 ROS (EVA 1 EXP. 70)     | Oleg Kononenko Nikolai Chub   | 25 de octubre de 2023, 17:49 UTC  | 26 de octubre de 2023, 01:30 UTC  | 7 horas y 41 minutos     | Tareas de mantenimiento para instalar nuevo hardware y despliegue de nanosatélites. Adicionalmente examinaron la fuga del radiador del Mod. Nauka.                                                         |
| ISS U.S-89 (EVA 2 EXP. 70)         | Loral O'Hara Jasmin Moghbeli  | 1 de noviembre de 2023, 12:05 UTC | 1 de noviembre de 2023, 18:47 UTC | 6 horas y 42 minutos     | Eliminación de una caja electrónica defectuosa de una antena de comunicaciones en el armazón de estribor de la estación y reemplazar uno de los doce conjuntos de rodamientos nido en el armazón de babor. |
| ISS U.S-89 Original (NO REALIZADA) | Loral O'Hara Andreas Mogensen | diciembre de 2023 (previsión)     | diciembre de 2023 (previsión)     | Aplazada indefinidamente | Instalación de una cámara panorámica en el armazón y para recolectar muestras para analizarlas y ver si pueden existir microorganismos en el exterior del complejo orbital.                                |
| ISS EVA-62 ROS                     | Oleg Kononenko Nikolai Chub   | marzo de 2024                     | marzo de 2024                     | (APLAZADA Exp. 71)       | Tareas de mantenimiento |